# Ходорович, Владимир Павлович
Ходорович Владимир Павлович (бел. Уладзімір Паўлавіч Хадаровіч, род. 27 августа 1947, Слуцк, Минская область, Белорусская ССР) — белорусский художник.

## Биография
В 1967 году окончил Минское художественное училище. В 1977 году окончил отделение станковой живописи Белорусского театрально-художественного института (теперь Академии Искусств). Учился у Анатолия Барановского. Постоянный участник республиканских и международных выставок. C 1988 года член Белорусского союза художников. Лауреат первой премии республиканского конкурса среди живописцев 1993 года. В 1996-97 годах преподавал на кафедре живописи Белорусской государственной академии искусств.
По мнению Михаила Фёдоровича Романюка, «Владимир Ходорович разработал собственную концепцию связи с этническими истоками выражаются через предметно-образный символизм». Мастер работает в разных жанрах, однако отдает предпочтение натюрморту.
Работы художника находятся в Музее современного изобразительного искусства (Минск), Национальном художественном музее Республики Беларусь, Могилевском областном художественном музее им. П. В. Масленикова, а также галереях и частных коллекциях Беларуси, Италии, Великобритании, Австрии, Нидерландов, Германии, Китая, Польши и других стран.

## Семья
Сын художника Павел Владимирович Ходорович (1987 г.р.) также стал художником.

## Персональные выставки
- 1994 — Галерея «Медея», Минск, Беларусь.
- 2001 — «Музы Несвижа», Несвиж, Беларусь.
- 2001 — Галерея «Мастацтва», Минск, Беларусь.
- 2002 — Художественная галерея АРКА, Вильнюс, Литва.
- 2009 — «Из рукотворных криниц». Национальный художественный музей, Минск, Беларусь[5].
- 2010 — «Мая Радзіма»[6]
- 2018 — «Владимир Ходорович. Живопись». Национальный художественный музей, Минск, Беларусь[2][7].

## Групповые выставки
- 1977 — Всесоюзная художественная выставка студенческих работ, Москва.
- 1985 — Всесоюзная художественная выставка, приуроченная к фестивалю молодежи и студентов, Москва, Россия.
- 1990 — Групповая выставка белорусских художников, г. Гайнука, Польша.
- 1993 — Групповая выставка белорусских художников, Дрезден, Германия.
- 2001 — Групповая выставка белорусских художников, Милан, Италия.
- 2004 — Республиканская художественная галерея «Дворец искусств», Минск, Беларусь.
- 2005 — Выставка белорусских художников «Земля под белыми крыльями» — Центр Пьера Кардена, Париж, Франция.
- 2006 — Выставка белорусских художников «Минск-Париж», Белорусский Национальный художественный музей, Минск, Беларусь.
- 2007 — Международный художественный салон ЦДХ-2007, Москва, Россия.
- 2008 — Выставка белорусских художников «Православное слово» — Национальная библиотека Беларуси, Беларусь, Минск.

Постоянный участник республиканских и международных выставок.